# 白雪姫 (ディズニーキャラクター)
白雪姫（しらゆきひめ、Snow White）は、ウォルト・ディズニー・プロダクション初の長編アニメーション映画『白雪姫』（1937年）の主人公。14歳である。
アドリアナ・カセロッティが声を担当していた。主にヨーロッパで知られているおとぎ話に由来しており、最もよく知られているのは、グリム兄弟による1812年の物語である。
最初のディズニープリンセスであり、ハリウッド・ウォーク・オブ・フェームの星を持つ最初の架空の女性キャラクターである。「この世で一番美しい人」という称号を与えられた彼女は、歌や動物とのコミュニケーションなど、後のディズニーのヒロインたちに同様の特徴を与え続けてきた。
カセロッティの後、ジェーン・パウエル、アイリーン・ウッズ、ドロシー・ワレンショルド、ジューン・フォーレイ、メアリー・ケイ・バーグマン、キャロライン・ガードナー、メリッサ・ディズニー、キャサリン・フォン・ティル、パメラ・リボンらが声を担当し、メアリー・ジョー・サレアノ（ミュージカル）とステファニー・ベネット（『ディセンダント』）が実写で演じている。レイチェル・ゼグラーは、1937年のオリジナル映画の実写映画化で白雪姫を演じる。

## 登場

### 1937年のオリジナル映画
白雪姫が初めて登場するのは、映画『白雪姫』（1937年）である。城、騎士、美しい女性、ロマンス、魔法、魔女といったおとぎ話が語られる頃、"はるか彼方の別の国"、"何年も何年も昔"、不思議な力を持つ氷のように美しい女性（1938年のパンフレットによれば、彼女はドイツのハルツ山地の「悪霊に身も心も」売ったことで、魔術を使えるようになったという）が、妻を亡くしていた国王と結婚して王族の地位を手に入れ、国王が亡くなる前に彼の王国を統治することになった。その時から、残酷な女王は一人ですべてを支配し、彼女の一言一言が法律となり、すべての者は彼女の怒りを恐れて震え上がった。見栄っ張りの女王は、望むものを何でも見ることができる魔法の鏡を持っていた。魔法の鏡には、女王の要求に答える煙のような顔が映し出される。女王は定期的に鏡に、この世で一番美しいのは誰なのかと尋ねるが（"Magic mirror on the wall, who is the fairest one of all?"、これはしばしば "Mirror mirror on the wall, who is the fairest of them all "と誤記される）、鏡はいつも女王だと答える。女王が魔法の力を持つのは、自分の領地である城だけである。
白雪姫は当初、自惚れの強い継母である邪悪な女王の下で暮らしている。女王は、白雪姫の美しさがいつか自分を追い抜くことを恐れ、白雪姫に下働きをさせる。長い年月の後、魔法の鏡が白雪姫を"誰よりも美しい"と認めたため、女王は白雪姫を追放し、狩人に白雪姫を殺させようとする。しかし、その気になれなかった狩人は、白雪姫を森に逃がす。白雪姫は7人の小人の家に偶然辿り着き、7人の小人は喜んで彼女を助ける。
白雪姫が生きていることを知った女王は、魔法を使って老婆に変装し、毒リンゴを作る。それを食べた者は、真実の愛のキスだけが蘇らせる"眠れる死"に陥る。小人たちが留守のとき、老婆が小人たちの家にやってきて、白雪姫に毒リンゴを差し出す。白雪姫はリンゴをかじり、深い眠りに落ちる。そこへ戻ってきた小人たちは、老婆を追い詰め、彼女は落雷とともに崖から転落して死亡する。小人たちは白雪姫も死んだと思い込み、棺に彼女を入れる。時が過ぎ、王子が白雪姫の元へやって来る。彼女の死を悲しんだ王子はキスをし、目覚めさせる。7人の小人が喜びのダンスを踊る中、白雪姫と王子は幸せに暮らすために旅立つ。

### 書籍

#### ディズニー みんなが知らない白雪姫 なぜ女王は魔女になったのか
原題は『The Fairest of All: A Tale of the Wicked Queen』。白雪姫は、セリーナ・バレンチノによるディズニー・ヴィランズ・シリーズの最初の作品に登場する。本作では、白雪姫は脇役で、女王に焦点が当てられている。物語の中で白雪姫と女王は、「奇妙な三姉妹」が魔法の鏡に魔法をかけて女王の嫉妬と白雪姫への憎しみを引き起こすまでは、とても良い関係だった。最終的に白雪姫は鏡を手に入れ、女王は鏡の中の精霊となる。

#### ディズニー みんなが知らない眠れる森の美女 カラスの子ども マレフィセント
原題は『Mistress of All Evil: A Tale of the Dark Fairy』。白雪姫は、ヴィランズ・シリーズの4作目で年老いた女王として再登場する。物語では、白雪姫は今でも子供をもうけた王子と幸せな結婚生活を送っている。彼女はまた、初めてキルケと出会い、彼女の過去に関する秘密を暴く手助けをする。また、マレフィセントは願いを叶える妖精の試験で白雪姫を担当することになり、白雪姫を助けるためにグリムヒルデ（先代の女王）の父の邪悪な魂が宿った鏡を破壊して、グリムヒルデを不幸から解放し、白雪姫が知っていた愛情深い継母に戻れるようにしたことも明かされる。

#### ディズニー みんなが知らない塔の上のラプンツェル ゴーテル ママはいちばんの味方
原題は『Mother Knows Best: A Tale of the Old Witch』。女王である白雪姫がキルケとともに登場する。彼女はキルケと一緒に、奇妙な姉妹が保管する絵本の中でゴーテルの旅を追う。

#### ディズニー みんなが知らない奇妙な三姉妹の話 本当の結末
原題は『The Odd Sisters: A Villain's Novel』。白雪姫はヴィランズ・シリーズの6作目にも登場する。白雪姫はキルケとともに、奇妙な三姉妹の出自に関する真実を突き止めると同時に、彼女たちが引き起こしたトラブルと混乱を正すべく旅に出る。その道中、彼女たちは過去のシリーズにも登場した人物たちに出会う。死者の森に行き、プリムローズとヘーゼルに出会って初めて、彼女たちは奇妙な三姉妹の真実、つまり、マネアの母親で強力な魔女であるネスティスによって3人の魔女に分かれたことを知る。赤ん坊たちは、マネアのかつての恋人で今はアンデッドの部下であるジェイコブに引き取られ、ホワイト家で育てられることになった。奇妙な姉妹との1対1の遭遇の結果、鏡からグリムヒルデの魂が引き抜かれ、彼女は白雪姫の前で砕け散って死亡する。動揺した白雪姫は、奇妙な三姉妹の前でキルケが自殺するのを見届け、彼女の懇願にもかかわらず白雪姫の腕の中で死ぬ。

#### ゆがめられた世界 ミラー、ミラー
原題は『Mirror Mirror: A Twisted Tale』。「ディズニー ツイステッドテール」シリーズの5作目。白雪姫は専制的な女王を打倒する決意を固めた戦士の王女となり、女王は彼女をおびき出すためにチャーミング王子を毒殺する。

### その他
女優でダンサーのジョアン・ディーン・キリングスワースは、1955年7月17日のディズニーランド開園時に初めて白雪姫を演じた。キリングスワースが演じた白雪姫は、ディズニーランドの開園日にメインストリートUSAを練り歩くディズニープリンセスの中で唯一、フロートを持っていた。キリングスワースが1955年に白雪姫役でデビューして以来、ディズニーランドでは100人以上の女優が白雪姫を演じてきた。
「白雪姫と七人のこびと」は、ディズニーランド、東京ディズニーランド、ディズニーランド・パリにある『白雪姫』の物語をテーマにしたダークライドである。ファンタジーランドにあり、1955年のディズニーランド開園当日から現在まで稼働している数少ないアトラクションのひとつである。2012年5月、ニューファンタジーランドの拡張工事の一環として、マジック・キングダムでクローズした。
白雪姫はまたマジック・キングダムの「シンデレラのロイヤル・テーブル」やエプコットの「アケシュース・ロイヤル・バンケット・ホール」にも登場する。カリフォルニアでは、ディズニーランド・パークのファンタジーランドの「プリンセス・ミート＆グリート」、メインストリートUSA、キャッスル横の「ウィッシング・ウェル」、またはディズニー・カリフォルニア・アドベンチャーの「アリエルのグロット」に登場する。ディズニーランド・パリでは、ファンタジーランドの「プリンセス・パビリオン」か、ディズニーランド・パークの「オーベルジュ・ド・サンドリヨン」に登場することが多い。香港では、「願いの井戸」のそばにいることが多い。東京では、ファンタジーランドやワールドバザールに登場することが多い。ディズニー・クルーズ・ラインでは、出航によって白雪姫が登場することがある。
白雪姫は女児向けの主要なフランチャイズであるディズニー・プリンセスのメンバーである。このフランチャイズは、雑誌、音楽アルバム、玩具、衣料品、文房具を始めとする幅広い商品をカバーしている。
ディズニープリンセスのフランチャイズメディア関連のビデオゲームやテレビシリーズ『ハウス・オブ・マウス』に登場するほか、「キングダム ハーツ」シリーズにもセブンプリンセスの一人として登場する。初代『キングダム ハーツ』では、マレフィセントに捕らえられたプリンセスとして登場。『キングダム ハーツ バース バイ スリープ』では、前作での役割を再現している。ビデオゲーム『ディズニー・マジカル・ワールド』にも登場し、白雪姫に関連した家具や衣装が複数登場するほか、『ディズニー・マジック・キングダムズ』にもプレイアブルキャラクターとして登場する。
メアリー・ジョー・サレルノは、1970年代のミュージカルで白雪姫役を演じた。1980年代初頭にテレビで放映された。
シットコムシリーズ『フルハウス』のシーズン6エピソード『The House Meets The Mouse Part 1 & 2』では、パート2に白雪姫が登場した。また、映画『ロジャー・ラビット』（1988年）にもカメオ出演しており、トゥーンタウンのシーンや映画の最後にトゥーンたちと登場するほか、『ライオン・キング3 ハクナ・マタタ』（2004年）では、彼女と7人の小人、その他のディズニーのキャラクターたちがティモンとプンバァと一緒に劇中の映画を鑑賞した。2014年、白雪姫は『ちいさなプリンセス ソフィア』の「まほうのおもてなし」に登場した。白雪姫は変装した女王に騙されたことをソフィアに話し、ソフィアが魔法使いの訪問が実は昔からの敵ネトルであることを突き止める手助けをする。2018年には、他のディズニープリンセスたちとともに、映画『シュガー・ラッシュ:オンライン』に登場した。彼女や他のプリンセスたちは、『ワシントン・ポスト』が「ディズニーのプリンセス産業のパロディ」と評したように描かれ、後にそれぞれのバックストーリーにインスパイアされた現代的な衣装を身に着けて登場する。
ABCテレビのシリーズ『ワンス・アポン・ア・タイム』では、レオポルド王とエヴァ王妃の娘で、後に悪の女王（レジーナ・ミルズ）の継娘となる白雪姫の別バージョンが登場する。チャーミング王子の真実の愛、エマ・スワンとニール王子の母、エマの息子ヘンリーの祖母である。ストーリーブルックでは、ヘンリー・ミルズの小学校の教師、メアリー・マーガレット・ブランチャードとして登場する。
ディズニー・チャンネルのオリジナル映画『ディセンダント』では、白雪姫はオラドンの出来事を報道するニュースレポーターとして登場する。
2023年8月18日にDisney+で配信されたレゴのアニメスペシャル『LEGO ディズニープリンセス：お城の冒険』では、メインキャラクターの一人として登場する。
白雪姫は、ディズニーがアニメーション映画を実写化する予定の作品でレイチェル・ツェグラーが演じることになっている。

## 特徴
白雪姫は女王の魔法の鏡によって、「黒檀のように黒い髪、薔薇のように赤い唇、雪のように白い肌」と表現されるプリンセスである。映画の冒頭では粗末な服をまとった姿で登場するが、白雪姫といえば、青いボディスに赤と青のストライプの袖、くるぶし丈の黄色いスカートに自分で縫った白いペティコートと高い白い襟がついた象徴的なドレス、黄色い靴、内側が赤い茶色のマント、髪の赤いリボンが最もよく知られている。
白雪姫は無邪気で、親切で、優しく、感じがよく、陽気である。気前がよく、人を信頼し、親切にする性格が災いして、見栄っ張りで邪悪な女王など、それを利用する者が現れることもある。繊細で物腰が柔らかいが、小人たちに手を洗うように言ったときや、「かわいそうなおばあさん（物売りの老婆に変装した女王）を怖がらせている」と鳥たちを叱ったときのように、エネルギッシュで厳しく皮肉な面もある。母性にあふれ、思いやりがあり、愛する王子との再会を待つ間、愛すべき7人の小人のために家を守ることを喜びとする。その優しさと美しさで、白雪姫は女王を除く王国のあらゆる生き物を魅了する。彼女はまた、逆境に対する大きな回復力と内なる強さを示している。

## 製作

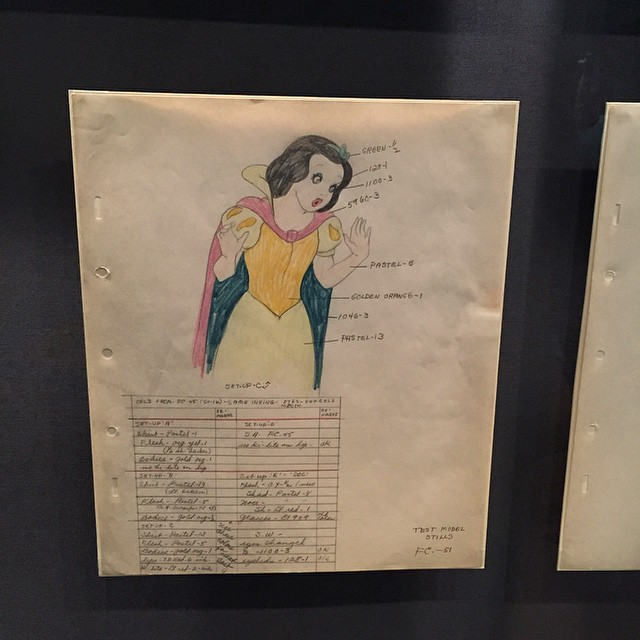
白雪姫の初期スケッチ

アニメーターたちが最初に描いた白雪姫のキャラクタースケッチは、ベティ・ブープに似ているものもあったが、あまりにも戯画的でリアルではなかったため、ウォルト・ディズニーの期待には応えられなかった。ディズニーが白雪姫のキャラクターのスーパーバイジング・アニメーターに選んだハミルトン・ラスクは、白雪姫をディズニー・スタジオのこれまでのどのアニメーション・キャラクターよりも人間的でリアルなものにするという課題を課された。これは、ラスクと共同アニメーターのレス・クラークが以前、『シリー・シンフォニー』の短編作品『はるのめがみ』でペルセポネーのキャラクターを製作する際に求められた課題だった。『はるのめがみ』について、クラークは後に「ウォルトが『白雪姫』のために先を見越していたのは確かだ」と語っている。ペルセポネーのキャラクターは、どこか生気がなく、個性がないように見えたが、リアルな人間の動きと解剖学を模倣するこの試みは続けられ、それは『白雪姫』のアニメーション制作技術に生かされた。
実写映像をキャラクターの動きの参考にする（ロトスコープ）という比較的新しい手法は、白雪姫のキャラクターに命を吹き込むために多用された。白雪姫の実写モデルを務めたのは、マージ・チャンピオン（愛称マージーベル）という若いダンサーだった（マージーベルは、アニメーターのアーネスト・ベルチャーの娘で、後にディズニーの1940年の映画『ピノキオ』のブルー・フェアリーのモデルも務めた）。ラスクは、彼女に数々の動きの撮影を指示し、アニメーターたちは、白雪姫のアニメーションの動きのリアリズムを高めるために、その映像を研究し、コピーした。アニメーターのオリー・ジョンストンは後に「ラスクが実写の映像がアニメーションでどのように使われるかを常に念頭に置きながら、綿密な計画を立てて撮影した結果、非常に説得力のあるキャラクターが生まれた」と回想している。ただし、アニメーターのグリム・ナトウィックとノーム・ファーガソンは、ウォルト・ディズニーの指示に反して白雪姫と女王の動きを描くときにロトスコープを無視することがあった。
当初ディズニーは白雪姫にふさわしいと思われる声を見つけることができなかった。白雪姫役のオーディションには150人ほどの少女が参加した。その中には有名な女優のディアナ・ダービンもいたが、ディズニーにはその声は年を取り過ぎて聞こえた。ディズニーのアシスタントの一人は、音楽教師のグイド・カセロッティに電話をかけ、ハリウッドには歌う少女がいないと訴えた。カセロッティは、生徒たちの歌を聴くために最高の人材を派遣することを提案したかったが、20歳の娘アドリアナ・カセロッティが家の別の電話で会話を耳にし、少女の声で歌い始めた。父親は困惑し、娘に電話から離れるように言ったが、キャスティング・ディレクターは彼女の声を気に入り、オーディションに誘った。彼女の声を聞いたウォルト・ディズニーは、すぐに役を与えた。スタジオはアドリアナと何ページにもわたる契約を交わした。ウォルト・ディズニーは、白雪姫の声を他の場所で聞かれることを望まなかったため、彼女は『白雪姫』公開前も公開後もラジオや別の映画で歌うことを禁じられた。その代わり、彼女は970ドル（現在の価値で約19,746ドル）を受け取った。

### 設定
映画では物語の舞台となった場所は明言されていない。しかし、小人たちの家は木彫りの家具や楽器で飾られており、山と広大な森に囲まれていることから、木彫りの伝統があるドイツのシュヴァルツヴァルトが舞台であることを示唆している。
『バズフィード』は白雪姫をドイツ人女性と見ており、「歴史的に正確な」白雪姫は、16世紀の神聖ローマ帝国の「厳格で宗教的な」文化の中で育っただろうと示唆している。

## 評価

### 批評家による評価
白雪姫に対する批評家の評価は二極化している。『TVガイド』は、白雪姫を象徴的で、ユニークで、比類のないキャラクターと評し、「ウォルトのヒロインがこれほどファンタジックな歌声を持つことは二度とないだろう」と書いた。『ニュー・リパブリック』のオーティス・ファーガソンは「まさにあなたが思い描くようなおとぎ話のプリンセス」と表現した。『バラエティ』のジョン・C・フリンは、「少女らしい甘さと優しさの体現者であり、彼女の友人であり、その後発展するにつれて彼女を助けてくれることになる森の鳥や小動物への愛情に代表される」と評した。
現代の批評家たちは、白雪姫は「後のディズニーのヒロインの多くとは異なり、度胸がない」、王子との関係もしっくりこないと評した。『シカゴ・サンタイムズ』のロジャー・イーバートは、「白雪姫を中心に描いた作品だったとしたら、1937年の公開後すぐに忘れ去られ、今日では歴史的な理由だけで大切にされていたかもしれない」と評した。また、白雪姫は行動するキャラクターではなく、存在することで他人を行動させる退屈なキャラクターであると述べた。さらに、映画のタイトルは白雪姫が主人公であるように思わせるが、主人公はむしろ小人たちや女王ではないかなどと指摘した。『ワシントン・ポスト』のデッソン・ハウは、「魔法の鏡は間違っている。この国で最も美しいのは女王だ」と述べ、白雪姫には「物的財産」が欠けていると書いた。『タイムアウト』は、「白雪姫の愛くるしさはほとんど苛立たしく感じられるかもしれない」と評した。

### 受賞歴
白雪姫は、ヴェネツィア国際映画祭やニューヨーク映画批評家協会賞などから多くの賞を受賞している。また、標準的なオスカー像と7人の小人を象徴する7つの小さな像がセットになった特注の名誉アカデミー賞もあった。白雪姫は、ハリウッド・ウォーク・オブ・フェームに星がある数少ない架空のキャラクターの一人である。

### 商標
2013年6月18日、米国特許商標庁は、ディズニー・エンタープライゼス社の商標出願（2008年11月19日出願）を認め、「白雪姫」の名称を、フィクションおよびノンフィクションの文学作品を除く、すべてのライブおよび録画の映画、テレビ、ラジオ、舞台、コンピュータ、インターネット、ニュース、写真の娯楽用途に使用することを許可した。

## 文化的影響と重要性

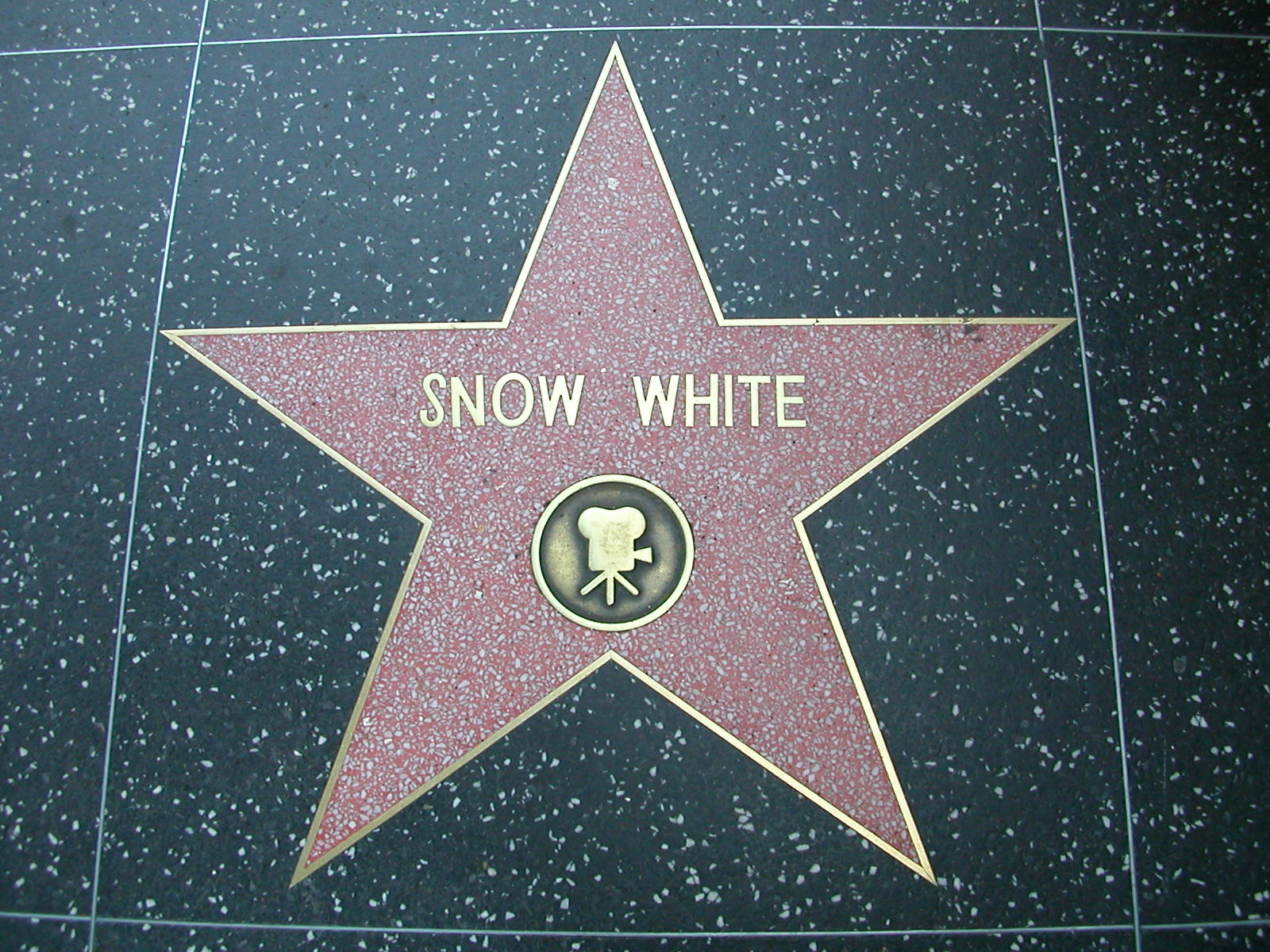
ハリウッド・ウォーク・オブ・フェームにある白雪姫の星

白雪姫は史上初のディズニープリンセスであり、ディズニープリンセスのフランチャイズの先駆者でもある。彼女のキャラクターは、その後のディズニー作品のヒロインの基礎となった。『フィルム・マガジン』は、白雪姫を史上最高のディズニー・プリンセスと称え、「白雪姫はディズニープリンセスのパイオニアであり、最も記憶に残るプリンセスだろう。純粋無垢、美しさ、優しさ、気品など、プリンセスといえば思い浮かべるものすべてを体現している」と述べた。『サン・アントニオ・エクスプレス・ニュース』は、彼女を史上最も有名な架空のプリンセスの一人に挙げている。『MTV』は、白雪姫を歴代ディズニープリンセスのベスト3位にランクインさせた。『ティーンヴォーグ』もまた、彼女を「史上最高のディズニー・プリンセス・トップ10」に挙げ、「白雪姫は、思いがけない場所で友人を作ることができること、そして楽観主義を手放すべきでないことを教えてくれた」と評した。
1987年、白雪姫はハリウッド・ウォーク・オブ・フェームに星をもらった最初の架空の女性キャラクターとなった。ネバダ州で最も人気のあるディズニープリンセスに選ばれ、2018年にはイギリスで最も愛されているプリンセスにも選ばれた。『タイム』は、彼女を「最も人気のあるディズニープリンセス」第3位にランク付けした（2013年5月以降、eBayで獲得した金額で）。さらに、白雪姫は興行収入で最も成功したディズニープリンセスでもある。

### ファッション
美術史家のカルメニータ・ヒギンボサムは、ウォルト・ディズニーの『白雪姫』は、「1930年代の文化を完璧に体現している」とし、いかにして世界恐慌時代のアメリカ女性を映し出す作品となったかを説明した。『ザ・ナショナル』もまた、白雪姫のようなアニメのキャラクターがファッションにどのような影響を与えたかを論じている。ディズニー初のアニメーション映画を記念して1937年に制作されたカルティエのチャームブレスレットは、販売前の予想額の5倍以上の高値で取引された。
2014年、ヴァレンティノは白雪姫にインスパイアされたコレクション「レッド・ヴァレンティノ」を発表し、若者文化を惹きつけることを目的としたディフュージョンラインとした。2018年、コーチは『眠れる森の美女』と『白雪姫』の両方のアイコンをフィーチャーした、ディズニーとの3度目のコラボレーション「ダーク・フェアリーテイル・コレクション」を発表した。『Stylist』は、白雪姫のダークなボブと色白の肌を「ディズニーにおけるベスト・ビューティー・ルック」のリストに「理想」として挙げた。セネ・フレールはディズニーとのコラボレーションで、白雪姫、シンデレラ、ベルにインスパイアされたブライダルウェア・コレクションを発表した。